# 张红军
张红军，男，教授，博士生导师，交通信息工程及控制专家，主要从事交通流理论与交通网络理论等方面的研究工作，入选中华人民共和国教育部第五批"长江学者"特聘教授。